# Sveti Danijel
Sveti Danijel – wieś w Słowenii, w gminie Dravograd. W 2018 roku liczyła 470 mieszkańców.